# Mistrzostwa Europy Juniorów w Biathlonie 2017
Mistrzostwa Europy Juniorów w biathlonie w 2017 odbyły się w dniach 2–5 lutego w czeskim Nowym Mieście na Morawach.

## Terminarz startów[1]
| Data     | Czas  | Konkurencja                | Dystans |
| -------- | ----- | -------------------------- | ------- |
| 2 lutego | 10:00 | Bieg indywidualny juniorek | 12,5 km |
| 2 lutego | 13:30 | Bieg indywidualny juniorów | 15 km   |
| 4 lutego | 10:00 | Sprint juniorek            | 7,5 km  |
| 4 lutego | 13:00 | Sprint juniorów            | 10 km   |
| 5 lutego | 10:00 | Bieg pościgowy juniorek    | 10 km   |
| 5 lutego | 13:00 | Bieg pościgowy juniorów    | 12,5 km |

## Klasyfikacja medalowa[2]
| Lp.                    | Kraj                   | Złoto | Srebro | Brąz | Razem |
| 1.                     | Czechy                 | 3     | 1      | 1    | 5     |
| 2.                     | Rosja                  | 2     | 2      | 1    | 5     |
| 3.                     | Niemcy                 | 1     | 0      | 0    | 1     |
| 4.                     | Austria                | 0     | 1      | 0    | 1     |
| 4.                     | Kanada                 | 0     | 1      | 0    | 1     |
| 4.                     | Francja                | 0     | 1      | 0    | 1     |
| 7.                     | Ukraina                | 0     | 0      | 2    | 2     |
| 8.                     | Białoruś               | 0     | 0      | 1    | 1     |
| 8.                     | Polska                 | 0     | 0      | 1    | 1     |
| Suma (9 reprezentacji) | Suma (9 reprezentacji) | 6     | 6      | 6    | 18    |

## Wyniki

### Mężczyźni

#### Bieg indywidualny 15 km[3]
| Pozycja | Zawodnik         | Reprezentacja | Pudła   | Wynik   |
| ------- | ---------------- | ------------- | ------- | ------- |
| złoto   | Igor Malinowskij | Rosja         | 0+0+0+0 | 39:56.3 |
| srebro  | Kiriłł Strielcow | Rosja         | 0+0+1+1 | 41:42.9 |
| brąz    | Anton Smolski    | Białoruś      | 0+1+0+0 | 42:01.9 |

#### Sprint 10 km[4]
| Pozycja | Zawodnik         | Reprezentacja | Pudła | Wynik   |
| ------- | ---------------- | ------------- | ----- | ------- |
| złoto   | Nikita Porszniew | Rosja         | 0+1   | 27:26.8 |
| srebro  | Sebastian Trixl  | Austria       | 0+1   | 27:28.2 |
| brąz    | Anton Dudczenko  | Ukraina       | 0+0   | 27:34.3 |

#### Bieg pościgowy 12,5 km[5]
| Pozycja | Zawodnik        | Reprezentacja | Pudła   | Wynik   |
| ------- | --------------- | ------------- | ------- | ------- |
| złoto   | Milan Žemlička  | Czechy        | 0+0+1+1 | 36:06.6 |
| srebro  | Ondřej Šantora  | Czechy        | 0+0+0+2 | 36:22.2 |
| brąz    | Anton Dudczenko | Ukraina       | 0+1+0+0 | 36:30.8 |

### Kobiety

#### Bieg indywidualny 12,5 km[6]
| Pozycja | Zawodniczka      | Reprezentacja | Pudła   | Wynik   |
| ------- | ---------------- | ------------- | ------- | ------- |
| złoto   | Anna Weidel      | Niemcy        | 0+0+0+0 | 42:00.3 |
| srebro  | Myrtille Bègue   | Francja       | 0+0+1+0 | 42:11.0 |
| brąz    | Markéta Davidová | Czechy        | 1+2+0+0 | 42:38.3 |

#### Sprint 7,5 km[7]
| Pozycja | Zawodniczka         | Reprezentacja | Pudła | Wynik   |
| ------- | ------------------- | ------------- | ----- | ------- |
| złoto   | Markéta Davidová    | Czechy        | 0+1   | 22:24.2 |
| srebro  | Walerija Wasniecowa | Rosja         | 0+1   | 22:42.0 |
| brąz    | Kamila Żuk          | Polska        | 0+1   | 22:49.9 |

#### Bieg pościgowy 10 km[8]
| Pozycja | Zawodniczka      | Reprezentacja | Pudła   | Wynik   |
| ------- | ---------------- | ------------- | ------- | ------- |
| złoto   | Markéta Davidová | Czechy        | 0+2+2+2 | 33:40.7 |
| srebro  | Megan Bankes     | Kanada        | 0+0+1+1 | 33:42.7 |
| brąz    | Ksienija Żużgowa | Rosja         | 1+0+0+0 | 33:48.4 |